# Рогі (Малопольське воєводство)
Рогі (пол. Rogi) — село в Польщі, у гміні Подегродзе Новосондецького повіту Малопольського воєводства.
Населення — 336 осіб (2011).
У 1975-1998 роках село належало до Новосондецького воєводства.

## Демографія
Демографічна структура станом на 31 березня 2011 року:
|          | Загалом | Допрацездатний вік | Працездатний вік | Постпрацездатний вік |
| -------- | ------- | ------------------ | ---------------- | -------------------- |
| Чоловіки | 162     | 35                 | 109              | 18                   |
| Жінки    | 174     | 51                 | 90               | 33                   |
| Разом    | 336     | 86                 | 199              | 51                   |